# While She Sleeps
While She Sleeps (укр. поки вона спить) — британський металкор-гурт з Шеффілда. Утворений у 2006 році, гурт складається з вокаліста Лоуренса Тейлора, гітаристів Шона Лонга та Мета Велша, басиста Аарона Маккензі та барабанщика Адама Севіджа. Наразі вони підписані на власному лейблі Sleeps Brothers у Великій Британії, а також співпрацюють зі Spinefarm Records у США та UNFD в Австралії. Вони випустили три мініальбоми: And This Is Only the Start, Split і The North Stands for Nothing, а також п'ять студійних альбомів: This Is the Six, Brainwashed, You Are We, So What? і Sleeps Society. Вони отримали нагороду як найкращий британський гурт-новачок на церемонії Kerrang! Awards 2012. Гурт зберігає той самий склад з моменту свого заснування, а вокаліст Тейлор є єдиним учасником гурту, який не є його первісним учасником. Незважаючи на це, він досі з'являється на кожному релізі, окрім перших двох мініальбомів гурту.

## Історія

### 2006—2011: заснування таThe North Stands for Nothing
While She Sleeps був створений в Ренішау, недалеко від Шеффілда, Англія, у 2006 році вокалістом Джорджем Віддоусоном, барабанщиком Адамом Саваджером, басистом Аараном Маккензі та гітаристами Метом Уельсом і Шоном Лонгом. Учасники разом грали у кількох гуртах до створення While She Sleeps і були кращими друзями ще зі школи. Після кількох живих виступів у 2009 році більшість учасників вирішили повністю зосередитися на гурті, однак вокаліст Віддоус вирішив залишити гурт через велику завантаженість на роботі. Після того до гурту приєднався вокаліст Лоуренс Тейлор і вони почали працювати над матеріалами для дебютного мініальбому в домашній студії. З кінця 2009 р. по 2010 р. гурт гастролював по всій території Великої Британії та, наприкінці, Європою. Зі зростанням інтересу публіки, гурт завершив роботу над мініальбомом The North Stitches for Nothing, який вийшов на Small Town Records 26 липня 2010 року. Гурт провів шоу у зв'язку з випуском альбому 24 червня в The Plug у своєму рідному місті, а після 2010 року з подальшим його релізом під час великого турне, яке включало появу на фестивалі Sonisphere. У жовтні вони підписали угоду з Good Fight Music для поширення своєї музики в США.
Після випуску мініальбому, за підтримки великого гастрольного туру, популярність гурту продовжувала збільшуватись, а інтерес з боку засобів масової інформації та фірм зростав. 15 лютого 2011 року в прямому ефірі гурт записав сесійні виступи в студії Maida Vale для BBC Radio 1. Вони також почали працювати над новим матеріалом між гастролями, випустивши самостійний трек «Be(lie)ve» через Good Fight Music 15 березня 2011 року. 4 травня While She Sleeps було запропоновано відкривати шоу Bring Me the Horizon в Шеффілді в академії O2. Влітку вони виступали на кількох фестивалях по всій Європі та підтримали Bring Me the Horizon на двох шоу в Ірландії наприкінці серпня. Гурт While She Sleeps був запрошений в тур по США з Bring Me the Horizon з серпня до жовтня. Однак, While She Sleeps довелося скасувати свої виступи в США, начебто через проблеми з візою. У жовтні гурт продовжив свій перший тур по Великій Британії та Європі за підтримки Bury Tomorrow та Feed the Rhino.

### 2012—2014:This Is the Six
1 листопада 2011 року While She Sleeps розпочали роботу над дебютним альбомом з продюсером Карлом Бауном. Спочатку гурт працював у Chapel Studios у Лінкольнширі, Англія, над записом ударних, а потім переїхав до Treehouse Studios у Честерфілді, Англія, для запису решти альбому. Після завершення запису гурт відправився у турне Великою Британією у лютому 2012 року у складі Kerrang! Tour разом з New Found Glory, The Blackout і Letlive. 27 березня було оголошено, що While She Sleeps підписали контракт з лейблом Search and Destroy Records на випуск дебютного альбому. 4 квітня журнал Kerrang! повідомив, що майбутній альбом This Is the Six вийде 6 серпня 2012 року, проте пізніше дата релізу була змінена на 13 серпня. Заголовний трек «This Is the Six» вийшов як перший сингл з альбому 13 травня. На літо заплановані виступи While She Sleeps на фестивалях і шоу по всій Великій Британії та Європі, включаючи першу появу на Download Festival. Після цього відбулося перше турне Австралією на розігріві у House vs Hurricane наприкінці липня і на початку серпня. 7 червня 2012 року While She Sleeps отримали нагороду як найкращий британський гурт-новачок на церемонії вручення нагород Kerrang! Awards 2012.

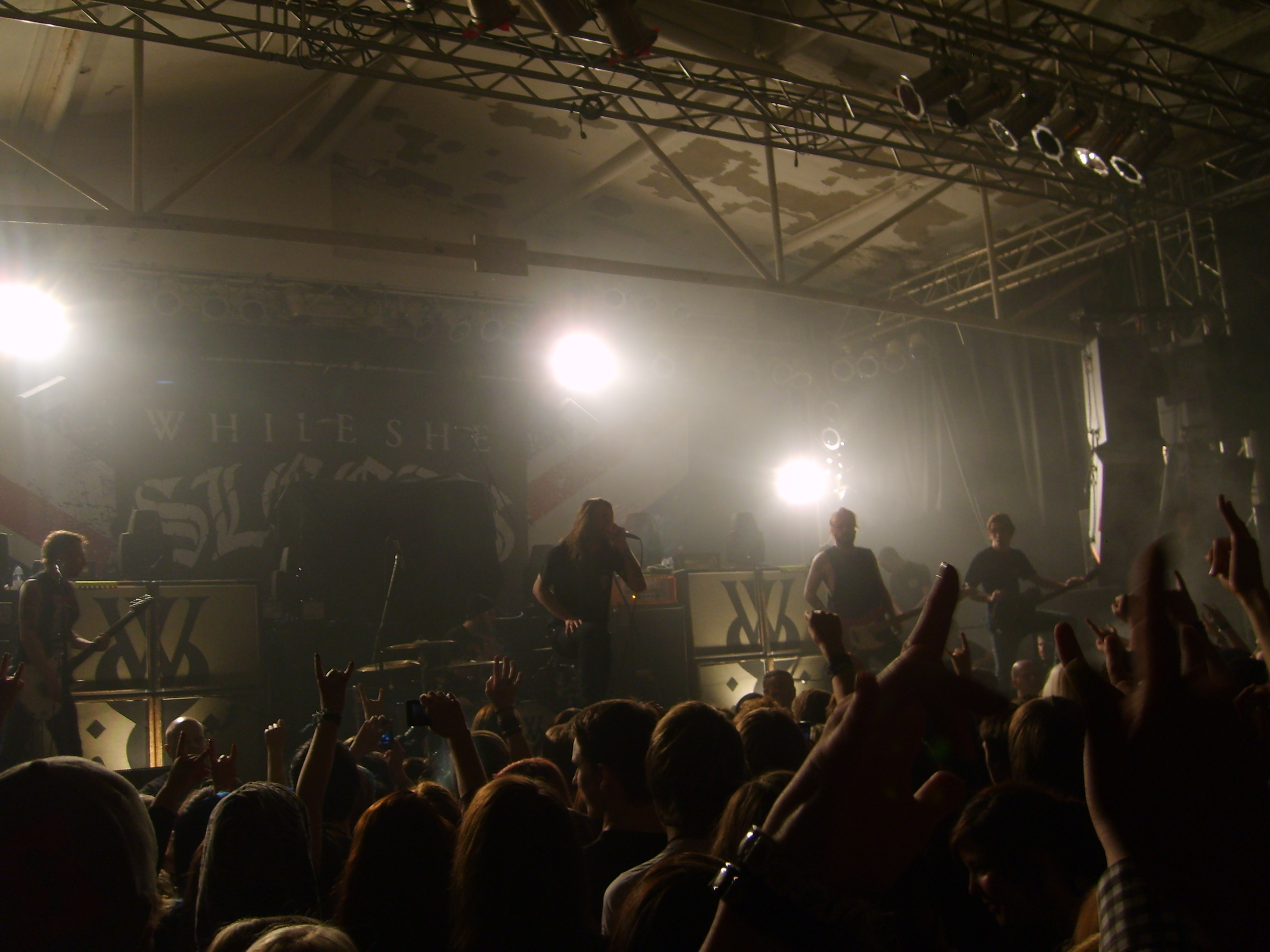
Виступ гурту у Кельні, 2013 рік

Після успіху дебютного альбому This Is the Six, випущеного 13 серпня 2012 року, While She Sleeps відправилися в 9-денне хедлайнерське турне по Великобританії у вересні за підтримки Polar, Crossfaith і Bleed from Within. Восени гурт відправився в європейське турне на підтримку Architects разом із Heights. Потім While She Sleeps приєдналися до Motionless in White і Betraying the Martyrs, щоб підтримати Asking Alexandria в їхньому британському і європейському турі. У 2013 році гурт також відіграв на фестивалі Soundwave в Австралії. Навесні 2013 року гурт підтримав Parkway Drive в Америці і Канаді. Після цього гурт відправився в короткий хедлайнерський тур по Великобританії, повернувшись з туру Parkway Drive. 4 січня 2013 року While She Sleeps підтвердили, що гратимуть протягом усього туру Vans Warped Tour в Америці і Канаді.

### 2014—2016: Операція на горлі Тейлора таBrainwashed
Під час Warped Tour вони підтвердили, що почали писати другий повноформатний студійний альбом. У другій половині 2013 року у вокаліста Тейлора виникли проблеми з вокалом, що призвело до скасування концертів у 2014 році, аби він міг пройти операцію на горлі і відновитися.
While She Sleeps оголосили про вихід другого повноформатного студійного альбому, Brainwashed, 23 березня 2015 року. На підтримку альбому гурт відправився у спільне турне з Cancer Bats у квітні 2015 року, а також взяв участь у Warped Tour 2015 року.

### 2016—2018:You Are We
На початку 2016 року гурт повідомив, що почав писати матеріал для третього студійного альбому. 29 липня вони оголосили, що запис альбому розпочався у нещодавно побудованій студії.
4 вересня вони представили перший сингл під назвою «Civil Isolation», а 12 вересня запустили попередні замовлення і кампанію PledgeMusic для альбому. 12 вересня вони розірвали контракт з лейблом. Другий сингл, «Hurricane», вийшов 20 листопада, разом із оголошенням, що альбом отримає назву You Are We і вийде 21 квітня 2017 року. Того ж дня гурт оголосив про підписання контракту з австралійським незалежним лейблом UNFD.

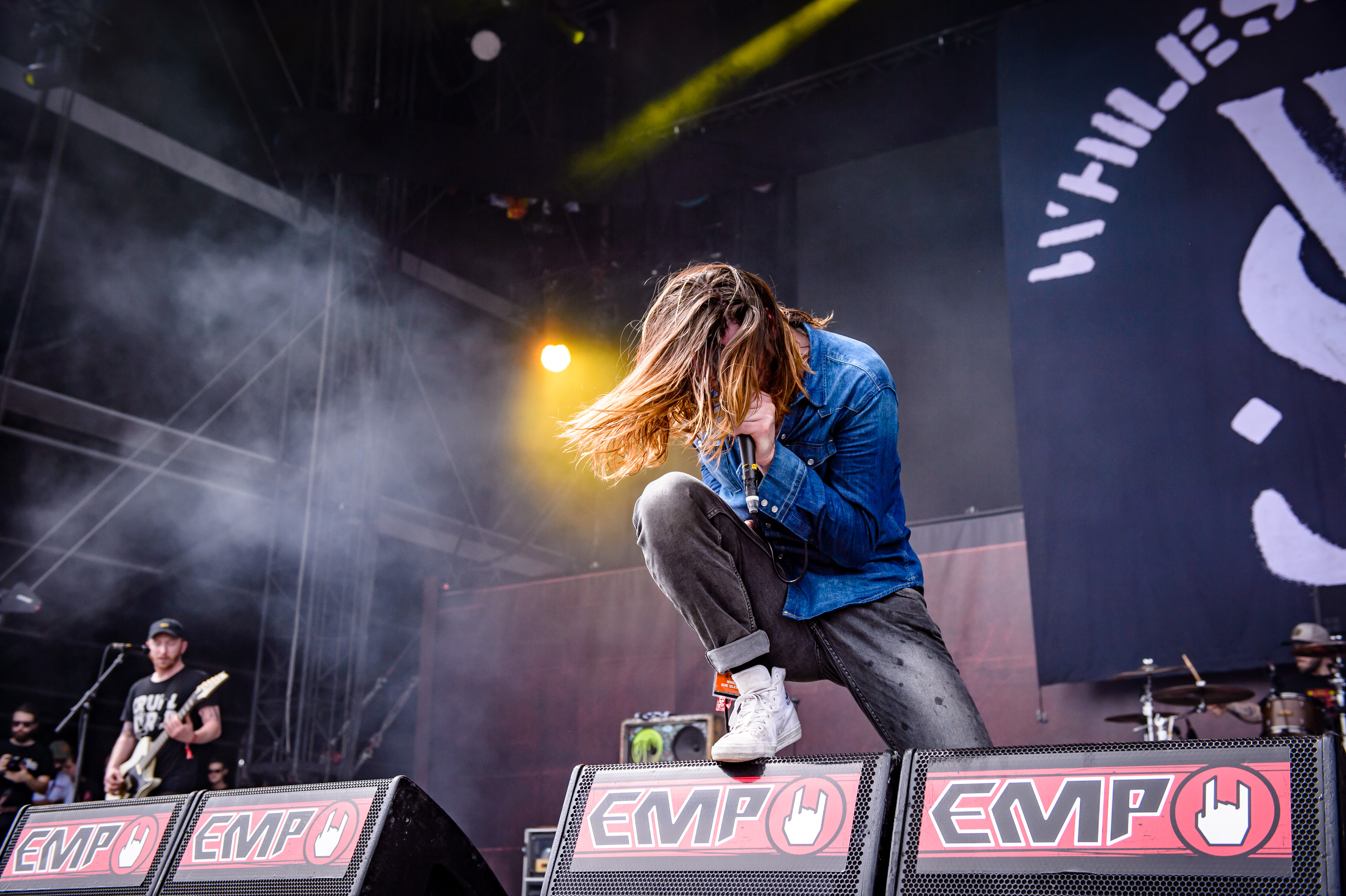
Виступ гурту на фестивалі Summer Breeze, 2017 рік

20 січня 2017 року гурт випустив третій сингл і заголовний трек «You Are We». 23 лютого вони випустили пісню «Silence Speaks» за участю Олівера Сайкса, вокаліста Bring Me the Horizon. У квітні 2017 року гурт вирушив у місячний тур Великою Британією та Ірландією. 17 квітня, за чотири дні до виходу альбому, гурт випустив п'ятий сингл «Feel». 2 травня 2018 року гурт оголосив про делюкс-видання You Are We, реліз якого заплановано на 20 липня 2018 року, до якого увійдуть новий матеріал, демозаписи і живі треки з виступу у вересні 2017 року в церкві Святого Панкраса.

### 2018—2020:So What?
7 червня 2018 року гурт підтвердив у соціальних мережах, що перебуває у процесі написання нового альбому. Виробництво альбому було завершено у жовтні 2018 року. В інтерв'ю Metal Hammer гітарист Шон Лонг заявив: «Я думаю, люди знають назву While She Sleeps, але вони не мають реального уявлення про те, що ми за гурт. Я дуже пишаюся цим, і ми прагнемо знову здивувати людей». 26 жовтня гурт розмістив у своїх соціальних мережах зображення людини у білому захисному костюмі і протигазі. На опублікованих матеріалах персонаж тримає флешку, яка, за словами гурту, містила їхню нову музику. Флешки можна було отримати у численних місцях по всій Англії.
Пісня на флешці була фрагментом першого синглу «Anti-Social», прем'єра якого відбулася 28 жовтня на рок-шоу Деніела П. Картера на BBC Radio 1. У кліпі на «Anti-Social» гурт анонсував So What? як назву четвертого студійного альбому. Його реліз заплановано на 1 березня 2019 року на власному лейблі Sleeps Brothers та у співпраці зі Spinefarm Records. Гурт заявив, що хотів мати повний творчий контроль, тому вирішив випустити альбом самостійно і співпрацювати з лейблом. У лютому 2019 року були оголошені дати британських і європейських гастролей на підтримку альбому, а також виступи на розігріві у Stray from the Path, Trash Boat і LANDMVRKS. 21 грудня гурт випустив сингл «Haunt Me» і відповідне відео, зняте басистом Аароном Маккензі. Через три тижні було оголошено, що гурт виступить на розігріві у північноамериканській частині турне «Holy Hell» разом із Thy Art Is Murder на розігріві у гурту Architects.
30 січня 2019 року гурт випустив третій сингл з альбому, «The Guilty Party». 18 лютого гурт випустив закулісний документальний фільм від режисера Роско Ніла, який детально описує процес запису альбому і деякі труднощі, з якими зіткнувся гурт перед релізом. 24 лютого, за п'ять днів до виходу альбому, гурт випустив четвертий сингл «Elephant». 6 грудня гурт випустив новий сингл «Fakers Plague» і відповідний кліп на нього. Гурт випустив його разом зі спеціальною призмою розміром з телефон, яка дозволяла глядачам дивитися відео у вигляді голограми, що проєктувалася з пристрою глядача.

### 2020—2023:Sleeps Society
15 жовтня 2020 року гурт випустив перший сингл і заголовний трек «Sleeps Society» разом із супровідним музичним відео. Того ж дня гурт оголосив, що п'ятий студійний альбом Sleeps Society вийде 16 квітня 2021 року. Вони також показали обкладинку альбому та презентували сервіс підписки для нових учасників під назвою Sleeps Society на платформі Patreon. За допомогою сервісу шанувальники можуть робити щомісячні пожертвування на користь гурту, а ті, хто зробить внесок, отримають доступ до ексклюзивних привілеїв, таких як мерч, ексклюзивні концерти, ранній доступ до квитків, подкастів, плейстейджів, поради та багато іншого.
7 лютого 2021 року гурт випустив другий сингл «You Are All You Need», який дебютував на рок-шоу Деніела П. Картера на BBC Radio 1. Тоді ж гурт оприлюднив офіційний трек-лист альбому. Гітарист Шон Лонг так прокоментував трек: «Нам якось вдалося вкласти достатньо особистого натхнення від кожного учасника, щоб він з легкістю втілив у собі наш звук». 18 березня, за місяць до виходу альбому, гурт випустив третій сингл «Nervous» за участю Саймона Ніла з Biffy Clyro і відповідний відеокліп на нього. 19 квітня гурт повідомив, що альбом Sleeps Society не зможе офіційно потрапити до чартів, оскільки вони вирішили пожертвувати цим, щоб мати змогу продовжувати платити своїй гастрольній команді. 14 квітня 2022 року гурт випустив четвертий сингл «Eye to Eye», одночасно анонсувавши делюкс-видання альбому, яке вийшло 3 червня. Тоді ж гурт офіційно оприлюднив обкладинку альбому і трек-лист, до якого увійшов раніше випущений сингл «Fakers Plague».

### 2023— дотепер:Self Hell
13 вересня 2023 року гурт випустив перший сингл і заголовний трек «Self Hell» разом із супровідним музичним відео. Того ж дня гурт оголосив, що їхній майбутній шостий студійний альбом Self Hell вийде 15 березня 2024 року. 7 грудня гурт представив другий сингл «Down» за участю Алекса Тейлора з Malevolence. 14 лютого 2024 року відбулася прем'єра третього синглу «To the Flowers» і відповідного відеокліпу. 21 березня, за тиждень до виходу альбому, гурт випустив четвертий сингл «Leave Me Alone».

## Склад гурту

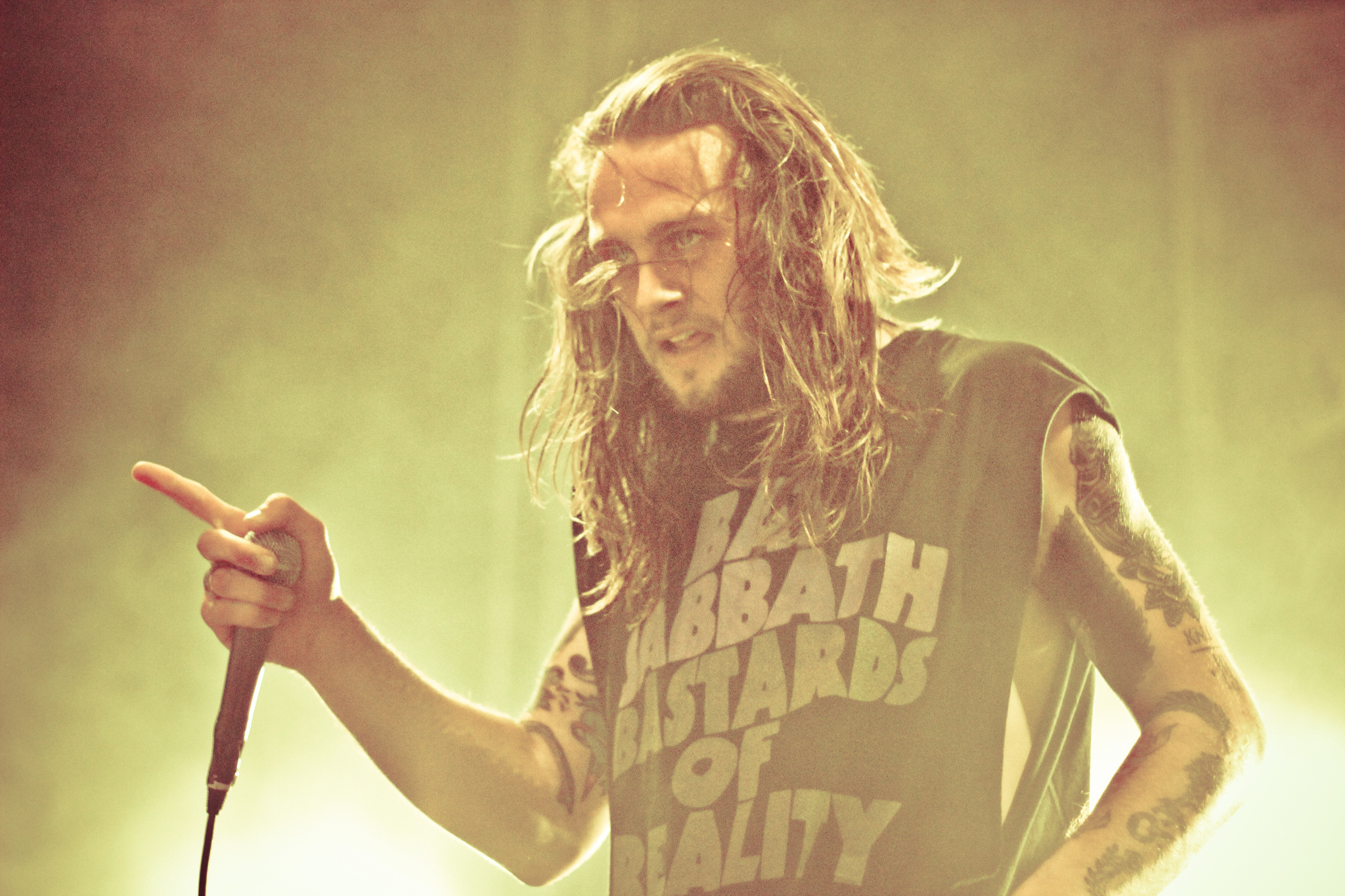
Лоуренс Тейлор виступає на фестивалі Slam Dunk 2012

Учасники
- Аран Маккензі — бас-гітара, бек-вокал  (з 2006)
- Шон Лонг — гітара, бек-вокал (з 2006)
- Адам «Сав» Савадж — барабани (з 2006)
- Мат Уельс — ритм-гітара, вокал, фортепіано (з 2006)
- Лоуренс «Лоз» Тейлор — вокал (з 2009)

Колишні учасники
- Джордан Відвідсон — вокал (2006—2009)

## Дискографія
Студійні альбоми
- This Is the Six (2012)
- Brainwashed (2015)
- You Are We (2017)
- So What? (2019)
- Sleeps Society (2021)
- Self Hell (2024)

Мініальбоми
- And This Is Just the Start (2006)
- Split (2009)
- The North Stands for Nothing (2010)